# 伊泰诺波利斯
伊泰诺波利斯（葡萄牙語：Itainópolis）是巴西皮奥伊州的一个市镇。总面积810.752平方公里，总人口11079人，人口密度13.7人/平方公里。